# Sara Gómez
Sara Gómez (Guanabacoa, 8 de novembro de 1942 - idem, 2 de junho de 1974), também conhecida como Sarita Gómez, foi uma cineasta, roteirista, música e jornalista cubana, como membro do ICAIC (Instituto Cubano del Arte e Industria Cinematográficos), onde durante seus primeiros anos foi uma das únicas cineastas negras presentes. Ela foi a primeira mulher diretora no instituto, e por toda a vida, a única mulher cineasta em Cuba.  Reconhecida como a primeira mulher cubana a dirigir um longa-metragem de ficção, o filme De cierta manera(1974).[carece de fontes?]
Gómez foi uma cineasta revolucionária, preocupada em representar a comunidade afro-cubana, as questões femininas e o tratamento dos setores marginalizados da sociedade.  O cinema de Sara Gómez identifica os problemas do Colonialismo, vividos especificamente por comunidades anteriormente marginalizadas (negros, mulheres, pobres, religiosos e jovens) que desconheciam as possibilidades de um futuro melhor. “Expondo as raízes do mundo que deveria ser deixado para trás e exigindo a chegada do futuro: sua missão era permitir que essas comunidades compreendessem o processo que se passava em suas vidas, suas necessidades e possíveis saídas” . O trabalho de Gómez destacou as desigualdades de classe social, bem como a discriminação racial e de gênero. Ela usou as lentes de sua câmera e conhecimento etnográfico para narrar histórias sobre a vida cotidiana na Cuba revolucionária. 

## Biografia
Nasceu na tradicional cidade de Guanabacoa, a uns 5 km ao sudeste de Havana Velha. Durante a escola secundária, cursou seis anos de música no Conservatório Municipal de Havana "Amadeo Roldán". Enquanto também escrevia para o jornal estudantil Mella e no semanário Hoy, Domingo. Canalizou suas inquietudes cinematográficas ao vincular-se ao ICAIC em 1961, quando começou a trabalhar realizando algumas das primeiras notas da Enciclopedia Popular, logo tornou-se assistente de direção de Tomás Gutiérrez Alea e Jorge Fraga.
Depois de terminar a escola secundária, em 1961 ―com 18 anos de idade― Sara Gómez passou uns meses na cidade de Nova York. Em agosto desse mesmo ano começou a estudar no ICAIC (Instituto Cubano da Arte e Indústria Cinematográficos). Teve a oportunidade de acompanhar a realizadora francesa Agnès Varda em seu recorrido por Cuba e ser sua assistente de direção em Salut les cubains (1963), também foi assistente de Tomás Gutiérrez Alea (no longa-metragem Cumbite, de 1964) e de Jorge Fraga (no longa-metragem O roubo, de 1965).
Ao mesmo tempo que desenvolveu seu trabalho como assistente de direção, iniciou sua carreira na direção de documentais e em 1962, realizou três pequenos documentários para a Enciclopédia Popular, dirigida pelo cineasta Octavio Cortázar (1935-2008) e seguiu dirigindo outros 13 documentários. As temáticas fundamentais de sua obra foram a cultura popular, tradições, a marginalidade, o racismo, o feminismo e a inclusão social das mulheres e dos negros na revolução.
No começo de 1974 foi promovida a diretora de ficção e filmou De cierta manera , seu primeiro e único longa-metragem, Ao longo da realização do filme, ela faleceu, em 2 de junho de 1974, aos 31 anos, por causa de uma parada respiratória provocada por um de seus frequentes ataques de asma. O filme foi terminado por Tomás Gutiérrez Alea e Julio García Espinosa, seus companheiros no ICAIC.

## Filmografia

### Como diretora
- 1962: Plaza Vieja, documentário de 8 minutos para a Enciclopedia popular, n.º 28).
- 1962: Solar habanero, documentário de 10 min. para a Enciclopedia popular,  número especial, n.º 31).
- 1962: História da pirataria, documentário de 10 min. para a Enciclopedia popular, número especial).
  - o documentário inaugura o estilo cínico da montagem de Sara, ao inverter o sentido de pirataria colocando os invasores norte-americanos como os piratas da história cubana, o jogo de palavras sobre uma montagem estonteante passa a ser a marca da diretora.
- 1964: Iré a Santiago, documentário de 15 min.
  - o título foi retirado de um poema de Federico García Lorca. O filme é fotografado por Mario Garcia Joya. Ele retrata Santiago de Cuba e seu povo gentilmente, mas sua narração informal e irônica em voz off torna este filme marcante para a época.
- 1965: Excursión a Vuelta Abajo, documentário de 10 min.
  - retrata a cultura do fumo e suas mudanças provocadas pela Revolução em uma das vilas de Rinar del Rio.
- 1966: Guanabacoa: crónica de mí família, documentário de 13 min.
  - A cineasta, em busca de suas raízes, apresenta uma pintura de família que testemunha uma época e um modo de vida.
- 1967: ...Y tenemos sabor, documentário de 30 min.
  - um documentário musical sobre a música afrocubana.
- 1968: En la otra isla, documentário de 41 min. 
  - primeiro de uma trilogia que investiga as transformações da revolução na Isla de Pinos. Neste Sara conversa com moradores da ilha sobre as mudanças da revolução nos habitantes da periferia, marcado por depoimentos que mostram como algumas questões ainda não haviam sido resolvidas, como o racismo e o machismo.
- 1968: Una isla para Miguel, documentário de 22 min.
  - segundo da trilogia da Isla de Pinos, agora a ilha passou a ser um reformatório para crianças em estado de "pré-crime", a diretora acompanha Miguel, um destes jovens e opõe os discursos ao de sua família e dos trabalhadores do Estado.
- 1969: Ilha do tesouro, documentário de 10 min. O filme foi exibido no Brasil no Cachoeira Doc em 2017.
  - o último da trilogia da Isla de Pinos. Através da fotomontagem Sara narra a história da ilha desde sua colonização, seu domínio pelos estado-unidenses, a quem ela se refere como piratas, num jogo com seu primeiro filme "História da pirataria". Passando pela construção e demolição de um presidio existente na ilha.
- 1970: Poder local, poder popular, documentário de 9 min.
  - Sobre a eleição parlamentar do Presidente do Poder Popular.
- 1971: Um documentário a propósito do trânsito, documentário de 17 min.
  - investiga questões do trânsito da cidade.
- 1971: De bateyes, documentário de 20 min. (inédito).
- 1972: Atención prenatal, documentário de 10 min.
  - O pré-natal e o esclarecimento de dúvidas e preconceitos da gestante favorecem o nascimento de um filho saudável.[5]
- 1972: Año uno, documentário de 10 min.
  - As consultas de puericultura (pediatria preventiva) e sua importância no desenvolvimento da criança.
- 1972: Mi aporte, documentário de 33 min.
  - Fatores objetivos e subjetivos que permanecem oprimindo as mulheres, apesar das medidas adotadas pela Revolução para sua inserção na sociedade.
- 1973: Sobre horas extras e trabalho voluntário, documentário de 9 min.
  - Opiniones de obreros de la industria textil sobre las tesis del XIII Congreso Obrero de la CTC.
- 1974: De cierta manera, ficção de 79 min.;

### Como assistente de direção
- 1963: Saudações, Cubanos!, documentário de Agnés Vardá realizado em Cuba.
- 1964: Cumbite, ficção de 82 min.; dirigida por Tomás Gutiérrez Alea.
- 1965: O roubo, ficção de 99 min.; dirigida por Jorge Fraga.

## Prêmios e reconhecimentos
- 1973: Menção da Selecção Anual da Crítica (Havana), por Sobre horas extras e trabalho voluntário (dentro do grupo de documentários realizados com motivo do XIII Congresso da CTC).
- 1977 (póstumo): De cierta manera, menção da Selecção Anual da Crítica (Havana) como «um dos dez filmes mais significativos do ano».
- 2004: A cineasta suíça Alessandra Muller dirigiu o documentário: Sara Gómez: An Afro-Cuban Filmmaker (2004), com o apoio de ICAIC e Agnès Varda. Este filme faz um retrospecto da sua vida e revisita a família e os amigos de Gómez. No documentário, eles descrevem seus sets de filmagem como eventos sociais e enfatizam que Sara ouvia as contribuições de todos, de profissionais e de quem não era. O ator Mario Balmaseda observa "Passamos muito tempo com pessoas desta área, quase três, quatro meses morando com eles, às vezes dormindo e comendo em suas casas, e isso tornou tudo muito mais fácil. Escorregamos de um nível profissional para a amizade. " No documentário, Sara Gómez é elogiada pela família como uma mulher que se recusou a escolher entre a família e a vida normal. No entanto, conforme ela se torna cada vez mais envolvida em seu trabalho, seu marido começa a se rebelar contra ela. No final, ela se divorciou do marido.
- 2016: Vários filmes da diretora estiveram na Retrospectiva Por Um Cinema Impossível: Documentário de Vanguarda em Cuba, no DocLisboa 2016.[6]
- 2017: Lançado o livro Sara Gómez: un cine diferente, escrito por Olga García Yero, editado pelo ICAIC.[7]
- 2020: o Festival de Cinema de Mulheres (Femcine), que se celebra em Santiago de Chile, lhe dedicou uma retrospectiva de seu trabalho documental para reconhecer seu talento e dar a conhecer sua obra.[8] Exibindo os seguintes documentários: De Bateyes, Mi Aporte, En La Otra Isla, ...Y Tenemos Sabor, Guanabacoa Cronica de Mi Familia.

- Em Havana nomeou-se em sua honra a Mediateca da Mulher Realizadora Cubana de "Sara Gómez".[9]

- Também em sua honra, o Conselho Nacional de Casas de Cultura (Havana) outorga a cada ano o «prêmio Sara Gómez».[10]